# 黑鳍魣
黑鳍魣（学名：Sphyraena nigripinnis），又稱黑鰭金梭魚，俗名針梭、竹梭、巴拉庫答 ，为輻鰭魚綱鱸形目鯖亞目金梭魚科的其中一種。

## 分布
本魚分布于印度太平洋區，包括南非、東非、紅海、塞席爾群島、馬爾地夫、台灣、日本、馬來西亞、印尼、柬埔寨、澳洲、薩摩亞群島、關島、東加、馬紹爾群島、密克羅尼西亞、夏威夷群島、新喀里多尼亞、法屬波里尼西亞、墨西哥等海域。该物种的模式产地在日本长崎。

## 深度
水深40至70公尺。

## 特徵
本魚體延長呈魚雷狀，橫切面幾近圓柱形，側線鱗列數100枚以上，無延長鰓耙數，腹鰭起點前於背鰭起點的垂直線；眼中等大，頭長約為其6倍以上，胸鰭不具大黑斑，ㄍ形紋自體背到側線脂略下方。腹鰭黑色，上頷骨未達眼前緣。背鰭硬棘6枚；背鰭軟條9枚；臀鰭硬棘2枚；臀鰭軟條7至9枚，體長可達170公分。

## 生態
本魚棲息於潟湖與臨海礁石區。成群活動，白天活動，游速快，屬洄游性肉食魚類，以魚類、頭足類等為食。

## 經濟利用
為食用魚，肉質鮮美，適合紅燒、油煎或煮湯。